# Bourdalat
Bourdalat – miejscowość i gmina we Francji, w regionie Nowa Akwitania, w departamencie Landy.
Według danych na rok 1990 gminę zamieszkiwało 186 osób, a gęstość zaludnienia wynosiła 13 osób/km² (wśród 2290 gmin Akwitanii Bourdalat plasuje się na 991. miejscu pod względem liczby ludności, natomiast pod względem powierzchni na miejscu 797.).